# سردنگا دوبرینگا
سردنگا دوبرینگا (به صربی: Srednja Dobrinja) یک منطقهٔ مسکونی در صربستان است که در پوژگا واقع شده‌است. سردنگا دوبرینگا ۴۸۱ نفر جمعیت دارد.